# 三方・花折断層帯
三方・花折断層帯（みかた・はなおれだんそうたい）は、若狭湾から、福井県美浜町・若狭町、滋賀県高島市・大津市、京都府京都市を経由して、宇治市へ至る活断層帯である。構成される断層は、東側隆起の逆断層である三方断層帯、左横ずれ断層の熊川断層、右横ずれ断層の花折断層帯北部・中部（花折断層）、東側隆起の逆断層である花折断層帯南部よりなる。このうち、三方断層帯と花折断層帯北部は1662年の寛文近江・若狭地震で活動したと推定されている。

## 断層の形状・活動

### 三方断層帯
三方断層帯は、若狭湾の美浜湾内を北端として、三方五湖、福井県美浜町を経由して、若狭町熊川を南端とする長さ約26km、南北に延びる東側（野坂山地側）隆起の逆断層帯である。構成される断層は、若狭湾内のA断層系、陸域の日向（ひるが）断層、三方断層及び倉見峠断層よりなる。日向断層と三方断層の北部、また、三方断層の南部と倉見峠断層はそれぞれ雁行ないし並走関係にある。断層面の傾斜は高角と推定されているが、具体的な値は不明で、横ずれ成分を示す資料はない。
本断層帯の後期更新世以降における平均上下変位速度は0.8m/千年くらいと推定されており、活動度はB級上位またはA級下位と推定される。変位速度は北部で比較的大きく、南部では小さいと推定される。
歴史記録から、1662年寛文近江・若狭地震の際に三方五湖周辺で3〜5m程度の隆起があったことが推定されている。この地殻変動は本断層帯によるものであると推定されている。よって、最新活動時期は1662年で、上下の単位変位量は3mから5m程度と推定される。具体的な平均活動間隔は不明。
活動した場合は、福井県若狭町、美浜町、敦賀市などで最大震度7程度の揺れが発生すると推定される。

### 熊川断層
熊川（くまがわ）断層は、福井県若狭町日笠を西端として、同町熊川を経由し、滋賀県高島市の水坂峠付近を東端とする長さ約12km、東北東から西南西に延びる左横ずれ断層である。三方断層帯と花折断層を切る形で分布している。断層面の傾斜はほぼ垂直と推定されている。具体的な活動度や最新活動時期は不明。

### 花折断層帯
花折断層帯は、右横ずれ断層である花折断層と、その南延長上に存在する逆断層帯である。活動セグメントとして北部、中部、南部に分けられ、北部と中部が花折断層、南部が花折断層の南延長上に存在する逆断層帯である。

#### 花折断層

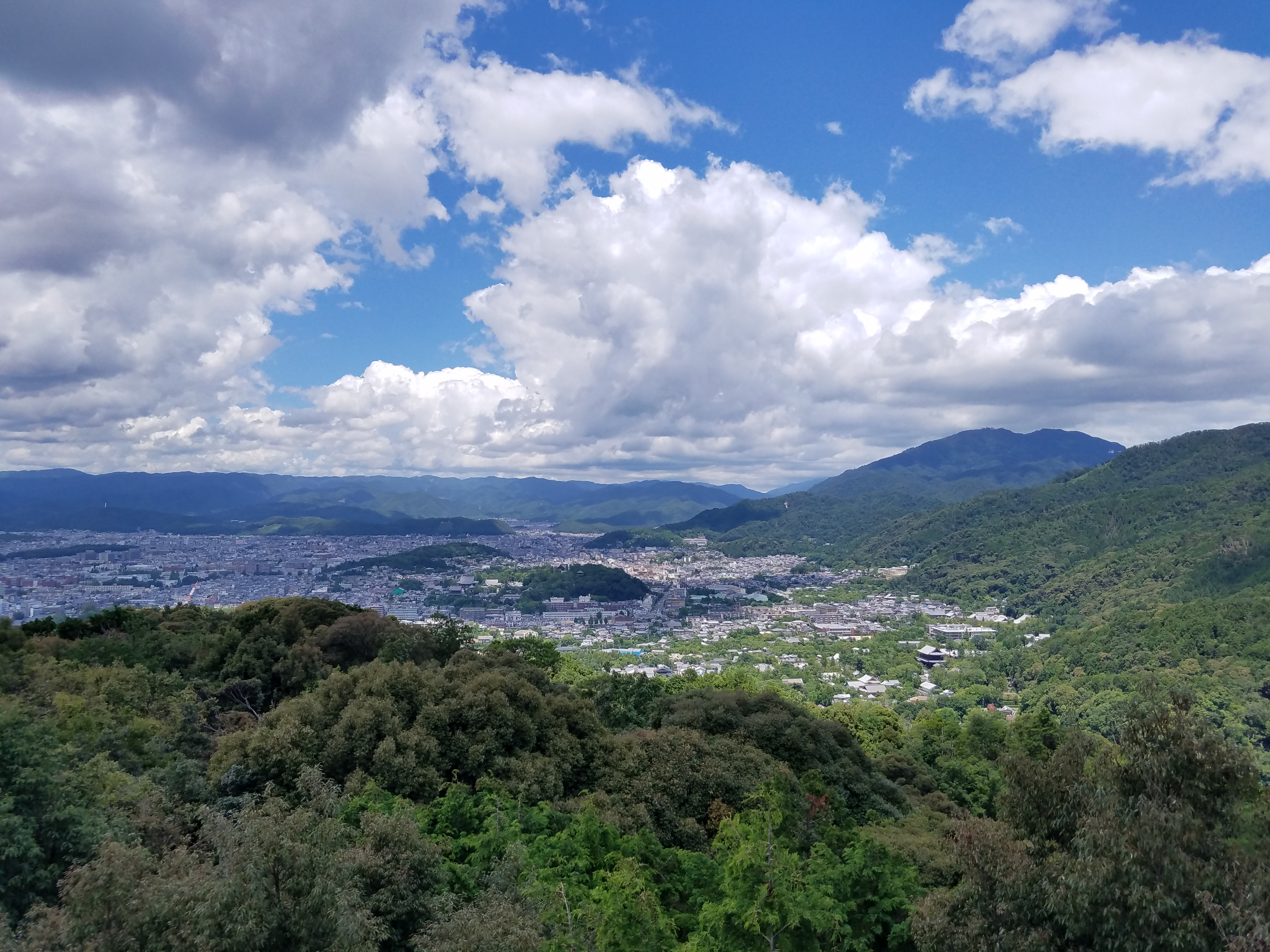
将軍塚から眺める鹿ケ谷。吉田山は花折断層の末端膨隆丘である。

花折断層は、滋賀県高島市の水坂峠付近を北端として、朽木谷、花折峠、大原、八瀬などを経由して、京都市左京区の吉田山付近を南端とする長さ約46km、北北東から南南西に延びる右横ずれ断層である。花折断層帯のうち北部と中部を占める。全体的に谷地形が明瞭なリニアメントとして判読できる。花折峠付近を境に、北部で西側隆起、南部で東側隆起の逆断層成分を含む。断層面の傾斜はほぼ垂直と推定されている。ほぼ国道367号が沿う。
本断層の運動は右横ずれ主体と推定されているが、具体的な平均右横ずれ変位速度は不明である。断層運動による河谷の屈曲量や、最新活動の単位変位量と活動間隔から、活動度はB級上位またはA級下位程度と推定される。
滋賀県高島市今津町途中谷で1996年に行われたトレンチ調査から、この地点の最新活動時期は15世紀以後-17世紀以前と推定されている。また、京都府左京区修学院及び吉田で2000年に行われたトレンチ調査からは、最新活動時期は2,000-2,500年前と推定されている。
歴史記録から、1662年寛文近江・若狭地震では現在の滋賀県及び京都府を中心とする地方で大きな被害が生じた。前述したように、この地震は三方断層帯の活動によるものと推定されるが、吉途中谷トレンチ地点で得られた花折断層北部の活動の年代と、この地震の被害が滋賀県西部を中心に広がっていることから、この地震で花折断層北部も活動した可能性が高いとしている。また、大原以南には平安時代からの寺社が数多く存在するにもかかわらず、1662年の地震に関しては特に被害が記録されていないことから、大原よりも南ではこの地震では活動しなかったと推定している。
よって、本断層の最新活動時期は、北部（花折断層帯北部）は1662年、南部（花折断層帯中部）は2,000 - 2,500年前と推定される。本断層は花折峠付近でやや屈曲することから、ここを北部と南部のセグメント境界と推定している。
本断層の単位右横ずれ変位量は北部・南部ともに2-5m程度と推定されている。平均活動間隔は北部では不明、南部では4,200 - 6,500年と推定されている。
花折断層北部が活動した場合、滋賀県高島市、大津市などで最大震度6強程度の揺れが推定される。また、花折断層南部が活動した場合は、京都市左京区などで最大震度7程度の揺れが想定される。

#### 花折断層帯南部
花折断層帯南部は花折断層の南延長上に存在する東側隆起の逆断層帯である。構成される断層は、東山を背斜とする鹿ヶ谷断層・桃山断層と花山-勧修寺断層、音羽山・醍醐山を背斜とする黄檗断層群に大別される。

##### 桃山断層〜鹿ヶ谷断層

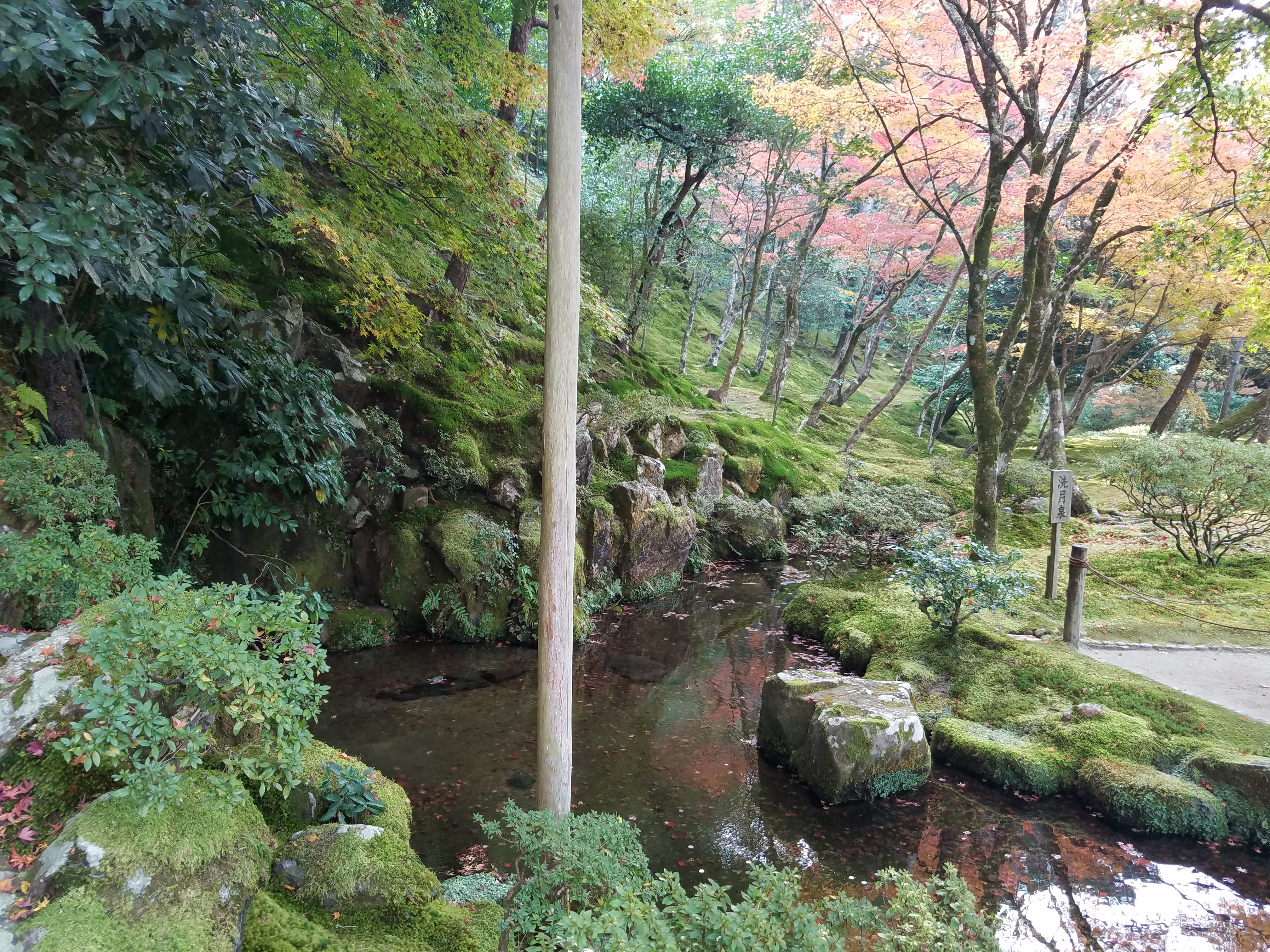
銀閣寺境内の鹿ヶ谷断層の断層崖

鹿ヶ谷断層と桃山断層は、京都盆地の東縁に沿って分布する東側隆起の逆断層で南北に延びる。横ずれ成分を示す資料はない。鹿ヶ谷断層は、京都市左京区の瓜生山南西麓を北端として、銀閣寺、南禅寺などを経由し、蹴上付近を南端とする長さ約3kmの断層で、北端から丸太町通付近までは花折断層と並走する。桃山断層は、京都市東山区の粟田神社付近を北端として、祇園、伏見稲荷などを経由し、京都市伏見区の観月橋付近を南端とする長さ約9kmの断層である。
花山-勧修寺断層は山科盆地の西縁に沿って分布しており、九条山から花山、勧修寺などを経由し、醍醐付近を南端とする長さ約6km、西側隆起の逆断層である。
このうち、桃山断層の傾斜は深さ200m以浅では50°程度とされる。また、同断層における最近2万年間の平均上下変位速度は約0.3m/千年と推定されており、活動度はB級とされる。
これらの断層の具体的な最新活動時期、活動間隔、単位変位量は不明。
桃山断層から鹿ヶ谷断層が活動した場合、京都市東山区、伏見区、山科区などで最大震度7程度の揺れが想定される。

##### 黄檗断層群
黄檗断層群は、山科盆地の東縁に沿って分布しており、逢坂山付近を北端として、醍醐、黄檗などを経由して、宇治東IC付近を南端とする長さ約12km、北北東から南南西に延びる東側隆起の逆断層群である。横ずれ成分を示す資料はない。桃山断層とは約5km程度の距離で並走している。構成される断層は、小野-醍醐断層、御蔵山断層、木幡断層、南山（断層）、菟道断層からなる。断層面の傾斜は、西側の断層ほど低角と推定されており、深さ100-300m以浅では、おおむね25-55°と推定されている。
本断層群の具体的な平均変位速度、最新活動時期、活動間隔、単位変位量は不明。
黄檗断層群が活動した場合、京都市伏見区などで最大震度7程度の揺れが想定される。

## 周辺の断層
三方断層帯の北方延長上に左横ずれ断層である野坂・集福寺断層帯が分布する。また、三方断層帯の東側に西側隆起の逆断層である耳川断層が分布する。
三方・花折断層帯の東側を並走する形で、西側隆起の逆断層である琵琶湖西岸断層帯が分布する。この断層帯の傾斜角は、深さ約3km以浅は40°、約3-5kmまでは35°と推定されている。このことから、三方・花折断層帯と琵琶湖西岸断層帯の断層面は地下深部で収斂すると推定される。この場合、両断層帯の関係は、琵琶湖西岸断層帯が逆断層成分、三方・花折断層帯が右横ずれ成分を受け持つすべり分割（英: slip partitioning）モデルで説明できると考えられる。しかし、両断層帯は完全に並走している訳ではなく、活動区間の境界は一致しない。また、地下深部における震源断層の位置・形状については明らかになっていない。さらに、過去の活動履歴からは両断層帯は別々の時期に活動してきたと考えられるが、両断層帯が同時に活動する可能性も否定できない。
花折断層帯の南端付近から、北西側隆起の逆断層である宇治川断層が分布する。また、南方延長上には東側隆起の逆断層である奈良盆地東縁断層帯が分布する。
花折断層帯は京都盆地の東縁に分布しているが、西縁には京都西山断層帯が分布する。